# Viola ogawae
Viola ogawae är en violväxtart som beskrevs av Takenoshin Nakai. Viola ogawae ingår i släktet violer, och familjen violväxter. Inga underarter finns listade i Catalogue of Life.